# Solanum umbelliferum
Solanum umbelliferum är en potatisväxtart som beskrevs av Johann Friedrich Gustav von Eschscholtz. Solanum umbelliferum ingår i släktet skattor som ingår i familjen potatisväxter. Inga underarter finns listade i Catalogue of Life.

## Bildgalleri

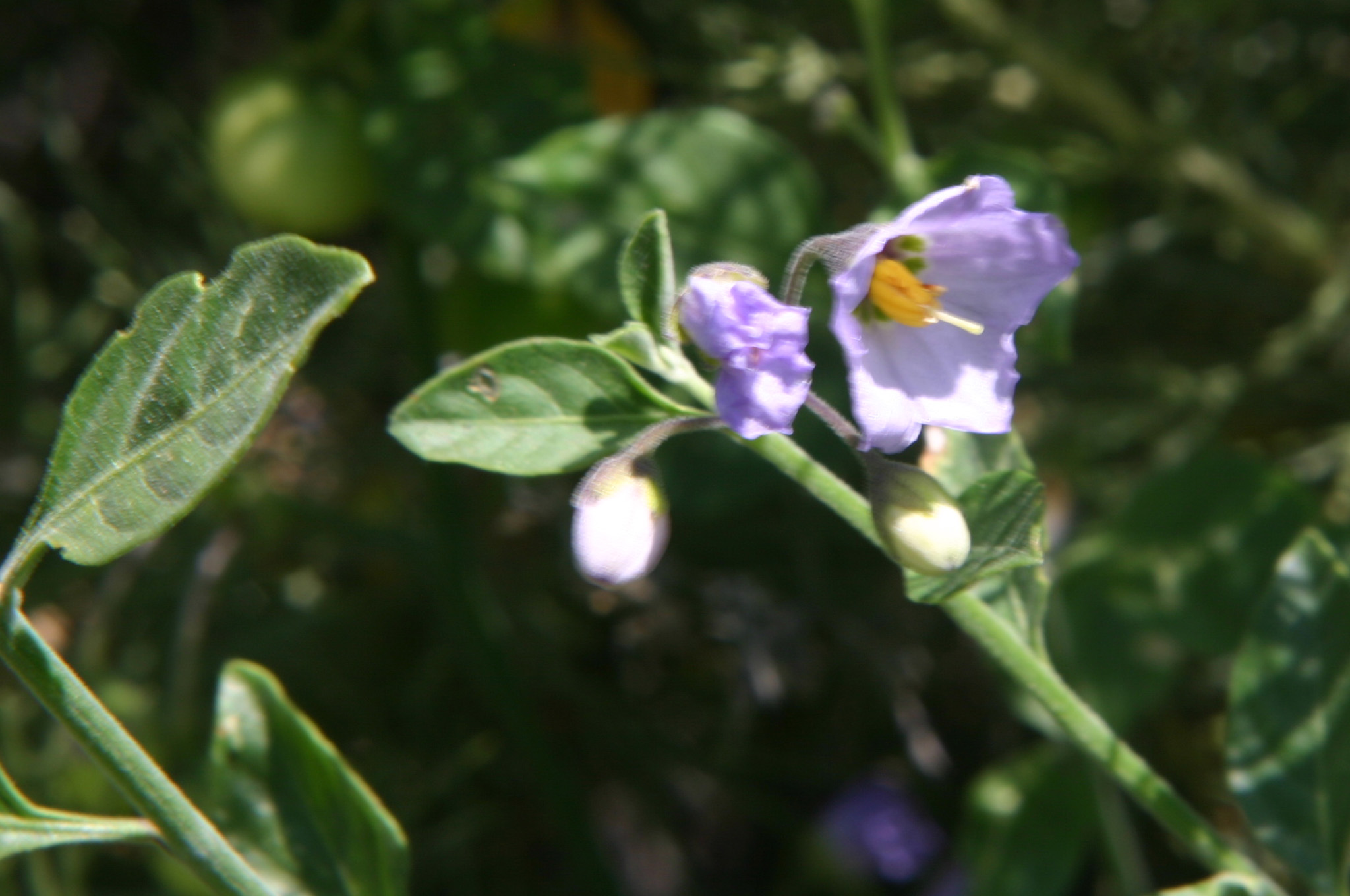